# ورزشگاه دل لا مالاتا
ورزشگاه دل لا مالاتا (به اسپانیایی: Estadio da Malata) با ظرفیت ۱۲٬۰۴۲ نفر یکی از ورزشگاه‌های فوتبال کشور اسپانیا است که در شهر فرول ایالت گالیسیا واقع شده‌است. این ورزشگاه در ۱۸ آوریل سال ۱۹۹۳ بازگشایی شد و بازی ریسینگ و اتلتیکو در آن انجام گرفت که اتلتیکو با نتیجه ۳ بر ۲ بازی را به حریف خود واگذاری کرد. در حال حاضر بازی‌های خانگی باشگاه فوتبال ریسینگ فرول در آن برگزار می‌گردد.